# Генріх II (король Наварри)
Ге́нріх II (ісп. Enrique; 18 квітня 1503 — 25 травня 1555) — король Наварри (1517—1555). Перший герцог Альбре (1550—1555).

## Імена
- Анрі́ (фр. Henri) — у французьких документах.
- Ге́нріх (ісп. Henricus) — у латинських документах.
- Енрі́ке (ісп. Enrique, баск. Henrike) — у іспанських документах.

## Біографія
Походив з династії Альбре. Син Жана III та Катерини I, короля і королеви Наварри. Народився у м. Сангуеса у 1503 році. У 1504 році отримав титул принца Віанського та був оголошений спадкоємцем трону. Після захоплення у 1512 році кастильсько-арагонськими військами Верхньої Наварри разом з батьками перебрався до Беарна. Мешкав у По. Згодом перебрався до Парижу. Затоваришував з Франциском I, королем Франції. Успадкував владу після смерті матері у 1517 році, а також графства Фуа і Бігорр, віконтство Беарн, князівство Андорра.
Генріх II звернувся за допомогою до короля Франції. У 1518 році в Монпельє зібрав асамблею для вирішення Наваррського питання. Але лише в 1521 році було прийнято рішення відновити суверенітет Генріха II над усією Наваррою. Французькі війська перейшли через Піренеї і навіть на деякий час окупували Верхню Наварру, взявши облогу місто Логроньо, але того ж року наваррсько-французькі війська зазнали поразки від іспанців у битві при Ноайні. Зумів утримувати замок Майя до 1522 року, Фуентеррабія — до 1524 року.
У 1522 році після смерті діда Алан I Великого, успадкував графство Перігьо, віконтство Лімузен. 1523 року Генріх II брав участь в італійській кампанії Франциска I. Після битви при Павії в 1525 році потрапив у полон, за короля Наварри було призначено великий викуп, але незабаром зумів утекти. Тим самим зберіг кошти своїх підданих.
У 1526 році він одружився з Маргаритою, сестрою Франциска I, отримавши графства Арманьяк і Фезансак. У 1530 році за договором у Камбре між Франциском I Валуа та Карлом V, королем Іспанії, зумів зайняти частину Верхньої Наварри.
Незважаючи на тверду позицію офіційної влади стосовно до протестантів, Генріх II симпатизував гугенотам (кальвіністам). Завдяки цьому останні набули в Беарні значного впливу.
З кінця 1520-х років значну увагу приділяв укладанню шлюбу своєї доньки. Втім деякий час цей процес відбувався мляво. З огляду на отримання донькою статусу спадкоємиці трону, вага шлюбної угоду значно зросла. Спочатку планувалося одружити доньку короля Наварри з герцогом Клевським, але це було скасовано. Водночас вів перемовини з Карлом V щодо повернення Верхньої Наварри в обмін на шлюб Жанни з іспанським інфантом. Зрештою 1548 року влаштував шлюб з Антуаном де Вандом-Бурбоном.
У 1550 році сеньйорію Альбре, що належала Генріху II, французьким королем Генріхом II перетворено на герцогство. Він помер в По 25 травня 1555 року залишивши трон доньці Жанні.

## Родина
Дружина — Маргарита, донька Карла Валуа, герцога Ангулема.
Діти:
- Жанна (1528—1572), королева Наварри у 1555—1572 роках
- Жан (1530)